# Dumbarton Oaks Papers
Pour les articles homonymes, voir Dumbarton et Dumbarton Oaks.
Dumbarton Oaks Papers est une revue scientifique américaine d'histoire médiévale, consacrée à l'empire byzantin. Son nom est souvent abrégé DOP.

## Présentation
Dumbarton Oaks Papers, publiée par l'université Harvard, est l'une des plus importantes revues byzantinistes,. Elle couvre tous les aspects de l'histoire et de la civilisation de l'empire byzantin du IVe siècle au XVe siècle, ainsi que des communautés chrétiennes orientales. Elle est accessible en ligne sur le portail JSTOR.

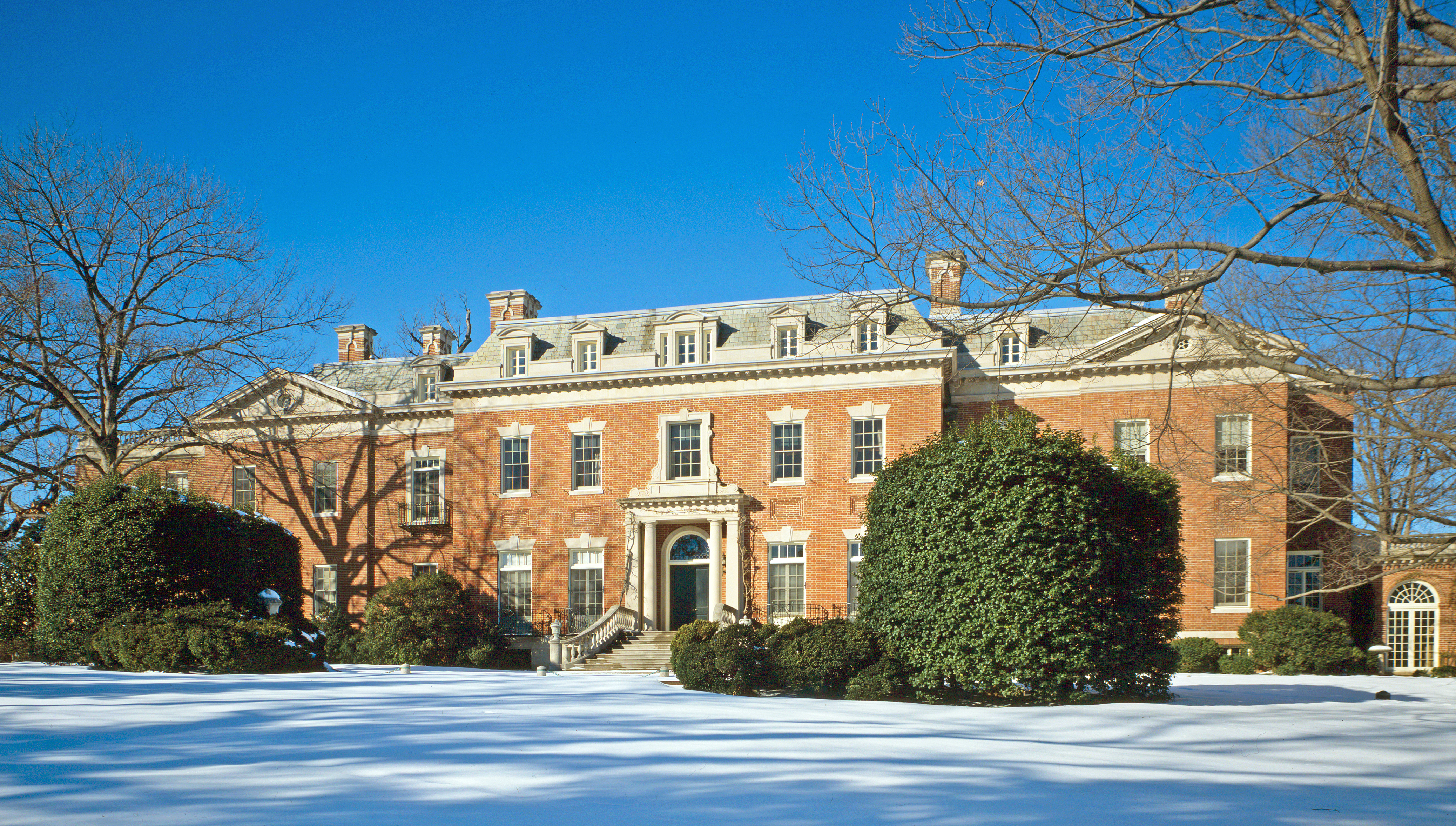
Dumbarton Oaks

Les Dumbarton Oaks Papers commencent en 1941, quand paraît un premier recueil d'articles consacrés à l'art byzantin. Ce recueil est suivi d'autres, à parution irrégulière,.
Ces volumes sont publiés par le Dumbarton Oaks Research Library and Collection, fondation née grâce au don fait en 1940 par Robert Bliss et son épouse Mildred Bliss à l'université Harvard de leur domaine de Dumbarton Oaks, à Washington, et de la collection d'objets d'art byzantin qu'ils y avaient rassemblée,.
Le passage, dans les années 1950, d'une publication irrégulière à une revue annuelle est organisé par Ernst Kitzinger.